# Lorenzo Porzio
Lorenzo Porzio (Roma, 24 de agosto de 1981) es un deportista italiano que compitió en remo. Participó en los Juegos Olímpicos de Atenas 2004, obteniendo una medalla de bronce en la prueba de cuatro sin timonel.

## Palmarés internacional
| Juegos Olímpicos | Juegos Olímpicos | Juegos Olímpicos  | Juegos Olímpicos   |
| Año              | Lugar            | Medalla           | Prueba             |
| ---------------- | ---------------- | ----------------- | ------------------ |
| 2004             | Atenas (Grecia)  | Medalla de bronce | Cuatro sin timonel |